# Universidad del Desarrollo

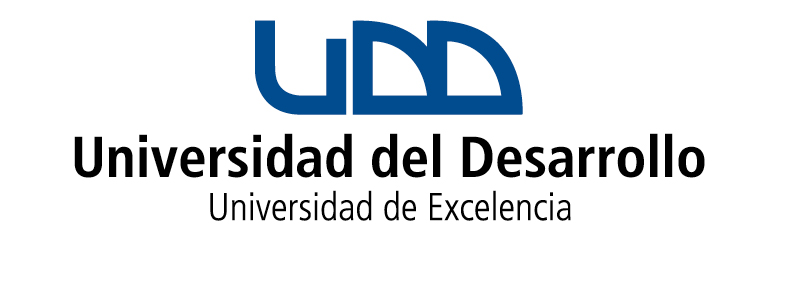

Universidad del Desarrollo (em português Universidade para o Desenvolvimento) é uma universidade do Chile.
Tem sede em Concepción e tem mais dois campi em Santiago.